# ضباب عام 2017 على جنوب شرق آسيا
ضباب عام 2017 على جنوب شرق آسيا هي أزمة ضباب عابرة للحدود بدأت في أواخر شهر يوليو عام 2017 في منطقة جنوب شرق آسيا، ونتج عنها تلوثاً في الهواء أثر على العديد من البلدان الواقعة في المنطقة، ومن بينها بروناي، وإندونيسيا (ولا سيما جزيرة سومطرة وجزيرة بورنيو)، والفلبين، وجنوب تايلاند، وفيتنام، وكمبوديا، وسنغافورة، وماليزيا.
وذكرت وكالة البيئة الوطنية السنغافورية في يونيو من عام 2017 أن عدد النقاط الساخنة التي رُصدت في سومطرة بسبب استخدام المزارعين لتقنية القطع والحرق لتطهير الأرض وصل في ذلك العام إلى 180 نقطة.
كانت حوادث تفاقم الضباب التي وقعت في منطقة جنوب شرق آسيا ناجمة على الأرجح من الممارسات الزراعية التي تنطوي على القطع والحرق في الأراضي الزراعية بهدف تطهير الأراضي لغرض زراعتها، وخاصة خلال موسم الجفاف، إذ تُعد النار هي الطريقة الأرخص والأسرع لتطهير الأرض تمهيداً لزراعتها. وتستخدم النار لإزالة المواد النباتية المتبقية من قطع الأشجار أو المحاصيل القديمة بدلاً من تقطيع المواد النباتية ميكانيكيًا إلى أكوام طويلة وتركها تتعفن بمرور الوقت حيث يعد ذلك إجراءاً مكلفًا وبطيئًا، ويمكن أن يؤدي إلى ظهور الآفات. يمكن أن يكلف تطهير الأرض باستخدام الآلات والمواد الكيميائية ما يصل إلى 200 دولاراً أمريكياً للهكتار الواحد بينما تبلغ تكلفة الحرق 5 دولارات أمريكية للهكتار الواحد.